# 张嵲
张嵲（1096年—1148年），字巨山，襄阳（今湖北襄樊）人。

## 生平
宣和三年（1121年）上舍中第，调唐州方城尉，改房州司法参军，被聘為利州路安抚司干办公事。绍兴五年（1135年）召试，真除秘书省正字。绍兴七年，迁升為校书郎、著作郎。绍兴八年，出京擔任福建路转运判官。绍兴十年，兼实录院检讨、起居舍人、兼侍讲、中书舍人。绍兴十一年，因事罢歸。有《紫微集》三十卷。

## 延伸阅读
[在维基数据编辑]
 《宋史/卷445》，出自脱脱《宋史》